# بنیمانتل
بِنیمانتِل (به اسپانیایی: Benimantell) دهستانی در استان آلیکانتهٔ اسپانیا است.
در این دهستان ۴۷۲ نفر زندگی می‌کنند. مساحت این دهستان ۳۷٫۹۰ کیلومتر مربع است.